# BStU
Bundesbeauftragter für die Stasi-Unterlagen (formellt Der Bundesbeauftragte für die Unterlagen des Staatssicherheitsdienstes der ehemaligen Deutschen Demokratischen Republik, förkortning: BStU) är en statlig myndighet i Tyskland vars uppdrag är att förvalta Stasiarkivet, det arkiv som Östtysklands säkerhets- och underrättelsetjänst Stasi upprättade 1950–1990. BStU grundades i december 1991, i och med att en lag, Stasi-Unterlagen-Gesetz (StUG), trädde i kraft. Lagen reglerar allmänhetens, journalisters, forskares, staters, myndigheters och organisationers tillgång till arkivet. 

Myndighetens logotyp.

Stasiarkivet lämnades formellt över till civilt styre i februari 1990. Samma år antog Östtyskland (DDR) en lag om att varje medborgare har rätt att se sin akt hos Stasi. I samband med Tysklands återförening i oktober 1990 blev Joachim Gauck tillsatt att leda verksamheten. I samband med att BStU grundades blev Gauck myndighetens förste chef, varför organisationen vid den här tiden ofta benämndes ”Gauck-Behörde” (Gauck-myndigheten). 2000 efterträddes Gauck av Marianne Birthler, varför myndigheten senare benämndes Birthler-Behörde. Sedan 2011 är Roland Jahn dess chef. 
Alla människor har rätt att få reda på vad som registrerats om dem av Stasi. Privatpersoner har också rätt att få veta vem det är som har rapporterat om dem. Stasilagstiftningen skyddar dock uppgifter som gäller agenter som arbetat för Västtyskland och dess samarbetspartners under kalla kriget, liksom de agenter som var minderåriga vid tillfället då de rapporterade till Stasi. Före detta Stasiagenter har endast rätt att se en mindre del av vad som finns om dem i arkivet, medan forskare och journalister har klart mer insyn i förövarnas akter. 
Stater har mycket begränsade möjligheter till insyn i Stasiarkivet. Sverige informerades i februari 2000 om att man kunde få tillgång till Stasiarkivet genom att åberopa 1959 års konvention om inbördes rättshjälp i brottmål. Åren 2000–2001 genomförde Säpo ett flertal förundersökningar kring misstänkt Stasibelastade personer. Av professor Birgitta Almgrens bok Inte bara spioner (2011) framgår att det rörde sig om minst 52 förundersökningar. Av boken framgår också att Sverige aldrig tog möjligheten att begära insyn i Stasiarkivet för att få klarhet i vilka som verkligen hade varit Stasiagenter.  
BStU bedriver verksamhet på 15 platser i Tyskland, motsvarande de regionkontor som Stasi hade. Stasis högkvarter i Lichtenberg i Berlin (då i Östberlin) är sedan många år tillbaka ett museum. Sedan en tid[när?] tillbaka drivs detta av BStU tillsammans med medborgarföreningen ASTAK (Antistalinistische Aktion Berlin Normannenstrasse). 
I samband med att arkivet övergick till civil förvaltning 1990 återfanns omkring 16 000 säckar med sönderrivet Stasimaterial. Manuell rekonstruktion av materialet har inneburit att personalen på Stasiarkivet har sammanfogat material i omkring 100 säckar till totalt omkring 1,3 miljoner arkivsidor. Omkring 400 säckar har plockats ut till arbetet med att ta fram en datoriserad programvara för att snabbare kunna återställa dokumenten. Datoriseringsprojektet är planerat att gå ut i skarpt läge under 2012.